# Aire-la-Ville
Aire-la-Ville es una comuna del cantón de Ginebra situada en la ribera izquierda del río Ródano, a la altura de la presa de Verbois. Limita al norte con la comuna de Satigny, al este con Bernex, al sur con Cartigny, y al oeste con Russin.
En esta comuna se encuentra la incineradora de Cheneviers.